# Zid žalovanja
Zid žalovanja (tudi Zid objokovanja; hebrejsko הכותל המערבי, latinizirano: HaKotel HaMa'aravi) je del zunanjega dela obzidja porušenega Jeruzalemskega templja.
Natančneje so to ostanki drugega templja, ki je bil nadgrajen okrog leta 19 pr. n. št. s strani Heroda Velikega, začetki gradnje 2. templja pa segajo v leto 516 pr. n. št., 70 let po zrušenju prvega templja, ki ga je zgradil Salomon in se tudi imenuje Salomonov tempelj.
Leta 70 našega štetja v času prvih Rimsko-Židovskih vojn, je bil 2. tempelj prav tako kot prvi popolnoma zrušen, tokrat s strani rimske vojske, vendar pa je Zahodni zid templja oz., kot se danes imenuje Zid žalovanja ostal. 
Judje vrednotijo ta zid kot najsvetejši verski objekt judovstva.